# Calumet (Wisconsin)
Calumet – miasto w Stanach Zjednoczonych, w stanie Wisconsin, w hrabstwie Fond du Lac.